# Бечевник

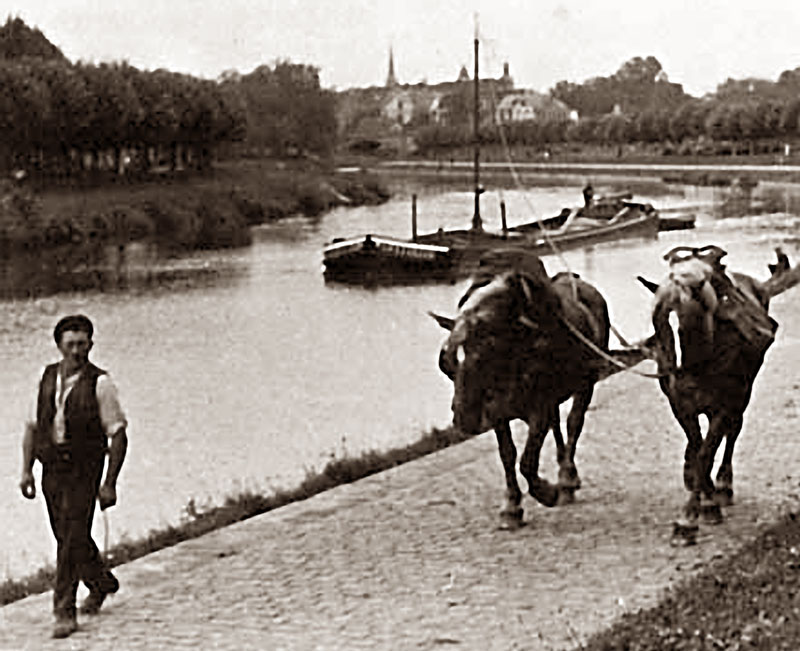
Бечевник на Финовканале, соединяющем реки Одер и Хафель (Германия). По назначению использовался ещё в начале XX в.

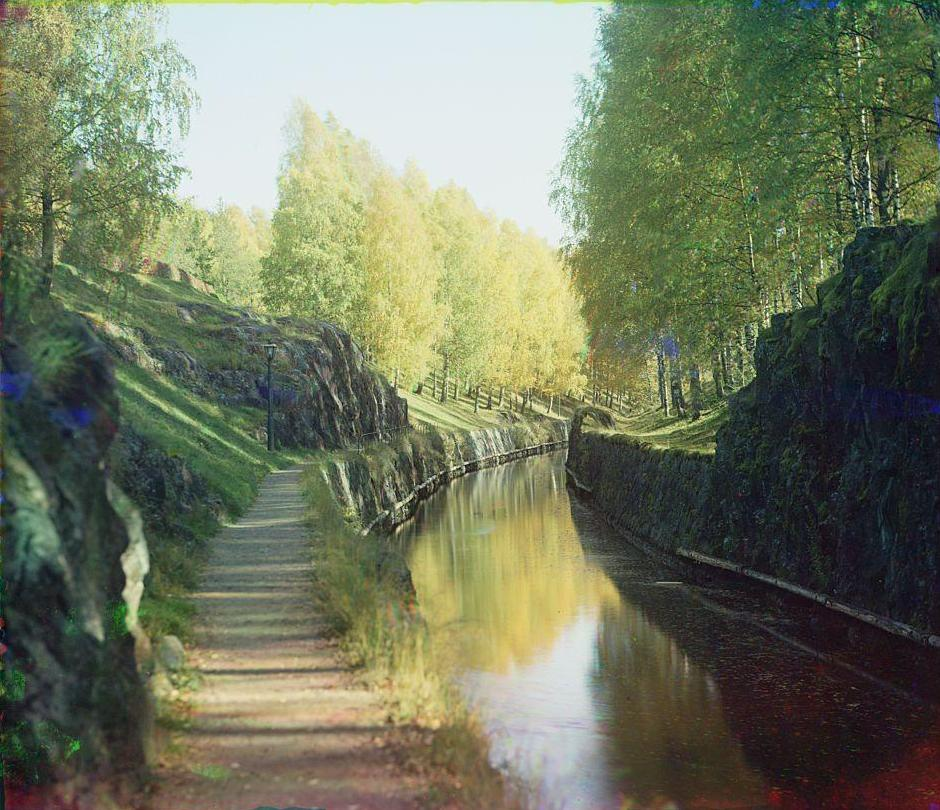
Бечевник на Сайменском канале, 1903 г. Фото С. М. Прокудина-Горского

Бече́вни́к (бичевник, бечева́я) — сухопутная дорога вдоль берега водного пути (реки или канала), предназначенная для буксирования людьми (бурлаками) или лошадьми (конная баржа) судов на канате (обычно несамоходных барж), называемом бечевой или бичевой.
Иногда в качестве бечевника использовалась ровная отмель вдоль подошвы высокого речного берега, затопляемая во время половодья и обнажающаяся при низком уровне воды в реке.
В западной Европе (Нидерланды, Германия, Франция, Великобритания), где речное судоходство на бечевой тяге до конца XIX в. было широко распространено, бечевники специально обустраивались: нивелировались, мостились и т. п.
В царской России бечевником называли определённое пространство земли, отведенное по берегам рек и других водных путей для бечевой тяги судов и плотов, и для прочих надобностей судоходства.
При строительстве Санкт-Петербурга по плану Петра I внутригородские водные пути обустраивались бечевниками, впоследствии превращёнными в гранитные набережные.
С распространением в XX в. компактных и относительно недорогих судовых двигателей внутреннего сгорания широкого диапазона мощностей, бечевники утрачивают своё хозяйственное значение.

## Юридический термин
Уже с давнего времени законы, согласно с началами Уложения царя Алексея Михайловича, по отношению к водным сообщениям неоднократно подтверждали, чтобы прибрежные владельцы на пространстве бечевника допускали проход и проезд людям, занимающимся подъемом речных судов, позволяли баркам и другим судам останавливаться у берегов, причаливать к ним и выгружать свои товары, вообще не препятствовали законному пользованию бечевником и не повреждали его.
В законодательстве Российской Федерации до 1 января 2007 года, в том числе в утратившем силу Водном кодексе Российской Федерации (от 16 ноября 1995 № 167-ФЗ), бечевником называлась полоса суши вдоль берегов водных объектов общего пользования, предназначенная для общего пользования.